# Religieus erfgoed
Religieus erfgoed is erfgoed dat gevormd werd door of voor religieuzen en gebruikt wordt voor het beoefenen van hun liturgie of rituelen.
In Europa is het overgrote gedeelte van dit erfgoed te situeren in de christelijke kerk, die de Europese cultuur meer dan 1500 jaar domineerde. Dit resulteerde in een ontzettend grote hoeveelheid van religieuze kunst, tradities en gebruiken. De studie van hiervan is thans grotendeels toebedeeld aan kunsthistorici en theologen. Zowel in Nederland als België wordt dit erfgoed beschermd, geïnventariseerd, ontsloten (via databanken) en onderzocht. Ook wordt er actief onderzocht welke bestemming hier zinvol kan zijn.

## Religieus erfgoed in België
In België is het merendeel van dit erfgoed te situeren in de katholieke zuil. Wetenschappelijk onderzoek van dit erfgoed wordt gedaan door het KADOC, in samenwerking van de Katholieke Universiteit Leuven. Dit erfgoed kan materieel, immaterieel, roerend of onroerend zijn. Het onderzoeken van dit erfgoed is een provinciale bevoegdheid.
- kloosters en abdijen
- kerken en parochies
- broederschappen en seculiere instellingen (scouts, vakverenigingen …)
- katholieke scholen
- particulieren
- musea
- lokale erfgoedcel
- heemkundige verenigingen

## Religieus erfgoed in Nederland
In Nederland zijn verschillende universiteiten die zich bezig houden met dit onderzoek, waaronder het Katholiek Documentatie Centrum.
- Museum Catharijneconvent